# 로버트 스톤 (프로레슬링 선수)
로버트 스톤(Robert Stone , 1984년 10월 1일 ~ )는 본명이 로베르트 슈트라우스(Robert Strauss)다. 이전에는 TNA/임팩트 레슬링 링네임이 주로 라비 이(Robbie E)라는 잘 알려진 사람이다. 미국의 남자의 프로레슬링선수다. 뉴 저지 주 알파인으로 태어났다고 한다. 2000년 프로레슬링 입문을 하기 시작을 했다. 주로 17세부터 시작을 하는 걸로 추정을 한다. 키는 180cm(5 ft 11 in)에다가 몸무게는 91kg(201 lb)나가는 사람이다. 피니쉬는 주로 쇼어 딩(펄링 넥브레이커), 에프오디/플래쉬 오브 데드(커터), 점핑 인버티드 디디티, 사이드 킥, 스피닝 리프팅 디디티, 풋 펌프(인버티드 스톰프 페이스브레이커)라는 사용을 하게 된다. 그러나 지금은 WWE NXT/WWE 링네임이 미스터 스톤(Mr. Stone)이라는 사용을 하고 있다.

## Professional wrestling highlights
- Finishing moves
  - Boom Drop (Reverse half nelson STO) - 2015-present
  - Foot Pump (Inverted stomp facebreaker) - 2011
  - FOD / Fresh Of Death (Cutter)
  - Jumping inverted DDT
  - Side kick
  - Shore Thing (Falling neckbreaker, with theatrics)
  - Spinning lifting DDT - 2013
- Signature moves
  - Body slam
  - Cloverleaf
  - Delayed vertical suplex
  - Diving back elbow smash
  - Falling DDT
  - Fist Pump (Diving fist drop, with theatrics)
  - Jumping front dropkick
  - Russian legsweep transitioned into a clothesline
  - Side slam
  - Snap spinebuster
  - Wheelbarrow suplex
- Managers
  - Angelina Love
  - Cookie
  - Dan Eckos
  - Eazy V
  - Phil Heath
  - Zema Ion / DJ Z
  - Raquel
  - Robbie T
  - Velvet Sky
- Nicknames
  - "Mr. Sacowea"
  - "The Platinum Poppa"
  - "You're Unbelievable"
- Entrance themes
  - "Get Your Fist Pumpin' in the Air" by Dale Oliver (TNA; 2010-2013; 2015)
  - "Boom" by Dale Oliver (TNA; 2013-2015; used as a member of BroMans)
  - "Here Comes the Boom" by Dale Oliver (TNA; 2015-2017)
  - "Boom" by Sstaria (TNA/Impact Wrestling; 2016; used as a member of BroMans)
  - "Unbelievable" by EMF (Independent circuit; 2017-2019)
  - "Mo Money" by Ben McLusky and David Agyapong & Adele Roberts (WWE NXT; 2019-present)

## 수상
- BBWF 월드 태그팀웨이트 챔피언 (1회) - 댄 람
- 케이아틱 레슬링 월드 태그팀웨이트 챔피언 (1회) - 빌리 백스
- CSWF 월드 크루저웨이트 챔피언 (1회)
- D2W 월드 헤비웨이트 챔피언 (1회)
- 아이언맨 월드 헤비웨이트 챔피언 (1회)
- 다이너스티 월드 헤비웨이트 챔피언 (1회)
- ECWA 월드 미드 엇랜틱웨이트 챔피언 (1회)
- ECWA 월드 태그팀웨이트 챔피언 (2회) - 빌리 백스
- ECWA 헬 오브 페임 (2006)
- GLCW 월드 헤비웨이트 챔피언 (1회)
- GTS 월드 유튜브 레슬링 피그여즈 헤비웨이트 챔피언 (3회)
- GTS 월드 태그팀웨이트 챔피언 (1회) - 그림
- GTS 월드 유나이티드 스테이츠웨이트 챔피언 (1회)
- GTS 헬 오브 페임 (2020) 인덕티
- 크리스마스 케이아스 위너 (2016)
- HW 월드 라이트웨이트 챔피언 (1회)
- NEW 월드 태그팀웨이트 챔피언 (1회) - 캠 자가미
- 랭크드 넘버 66 오브 더 베스트 500 베스트 싱글즈 레슬링 오브 더 PWI 500 인 2012
- PWP 월드 태그팀웨이트 챔피언 (1회) - 대니 월시
- SSCW 월드 헤비웨이트 챔피언 (1회)
- SSCW 월드 라이트웨이트 챔피언 (1회)
- TNA 월드 킹 오브 더 마운틴웨이트 챔피언 (1회)
- TNA 월드 텔레비웨이트 챔피언 (1회)
- TNA 월드 X 디비전웨이트 챔피언 (1회)
- TNA 월드 태그팀 챔피언 (2회) - 제시 가더스
- TNA 터키 볼 (2013) - 제시 가더스
- TNA 터키 볼 (2016)
- TNA 월드 X 디비전웨이트 챔피언 넘버원 컨텐더 토너먼트 (2011)
- TNA 월드 컵 (2016) - 제프 하디, 에디 에드워즈 언드 제이드
- UWC 월드 유나이티드 스테이츠웨이트 챔피언 (1회)
- UIW 월드 헤비웨이트 챔피언 (1회)